# كلارنس ماديسون دالي
كلارنس ماديسون دالي (بالإنجليزية: Clarence Madison Dally)‏ (ولد في 1865 وتوفي في أكتوبر 1904) نافخ زجاج أمريكي. إشتهر خلال عمله كمساعد لتوماس إديسون في تجاربه على الأشعة السينية. يعتبر أول ضحية في التاريخ للتجارب الإشعاعية ومضاعفاتها.